# Eupholidoptera smyrnensis
Eupholidoptera smyrnensis är en insektsart som först beskrevs av Brunner von Wattenwyl 1882.  Eupholidoptera smyrnensis ingår i släktet Eupholidoptera och familjen vårtbitare. Inga underarter finns listade i Catalogue of Life.